# Idiommata scintillans
Idiommata scintillans là một loài nhện trong họ Barychelidae. Loài này phân bố ờ Nam Úc.